# Kasteel van Aigremont
Het Kasteel van Aigremont ligt op 80 m boven de linkeroever van de Maas, nabij het dorp Awirs, 17 kilometer ten zuidwesten van Luik.
In de middeleeuwen stond op deze plaats een versterkte burcht. Aigremont wordt voor het eerst in 900 vermeld. Legenden brengen Aigremont in verband met hertog Beuve van Aigremont en zijn echtgenote Druwane. Beuve was volgens De Schone Historie van ridder Malegijs de overgrootvader van de vier Heemskinderen, die zich tegen Karel de Grote verzetten.
Tussen 1717 en 1727 werd een nieuw kasteel in classicistische stijl gebouwd in opdracht van kanunnik Mathias Clercx. Het is een evenwichtig complex in rode baksteen met sokkels en kozijnen in witte zandsteen. De bouwstijl past binnen de traditie van de barokarchitectuur in het prinsbisdom Luik en sluit nauw aan bij die van de nabijgelegen abdij van Val-Saint-Lambert. Het interieur is zeer luxueus. In het trappenhuis bevinden zich voor België unieke plafondschilderingen in Italiaanse trompe-l'oeil van Delloye. Ook de staatsietrap is indrukwekkend en zeer kleurrijk. Op de terrassen is een Franse tuin aangelegd. Hier staat ook de barokke privékapel van de kanunnik.

## Galerie

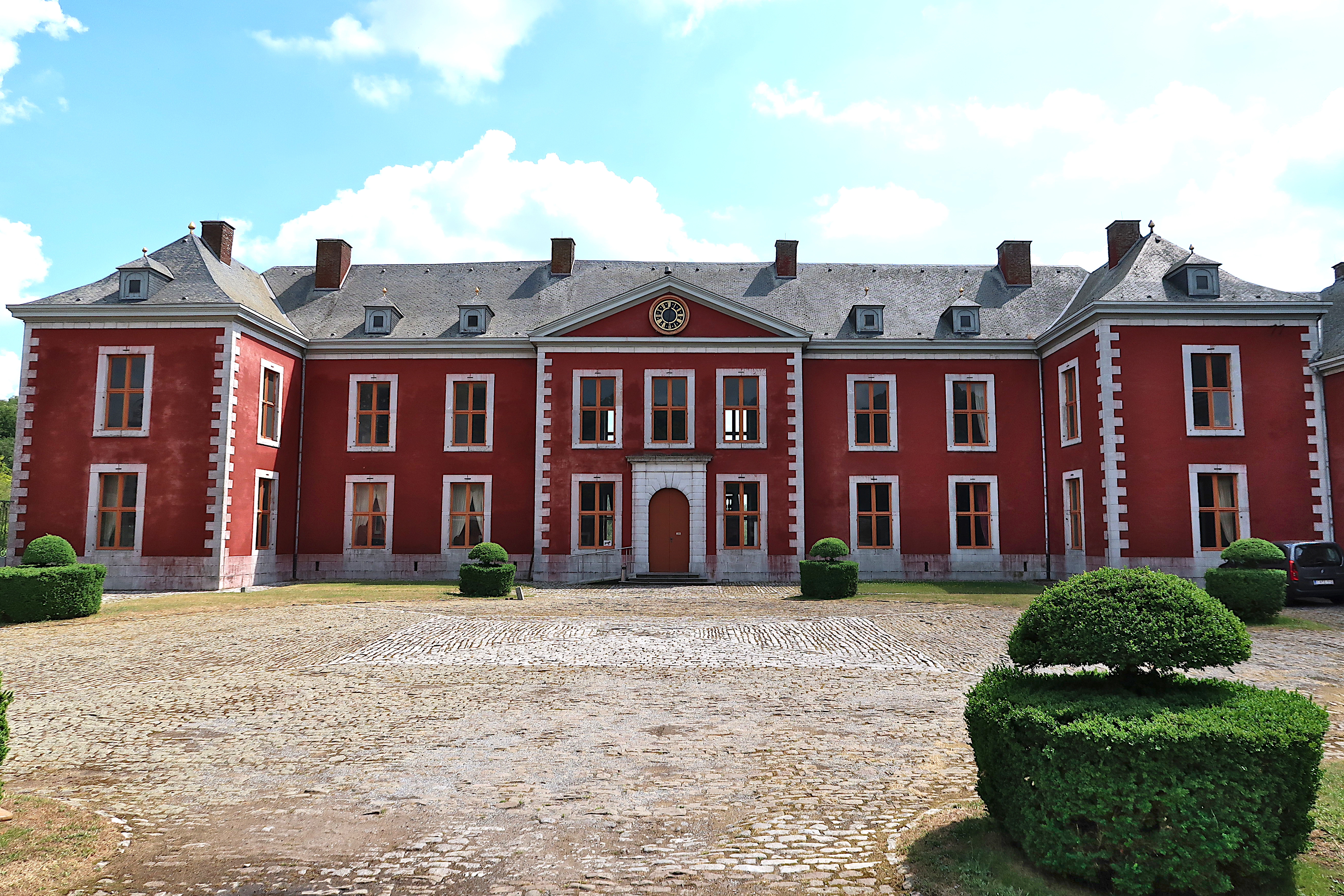
Voorzijde van het kasteel
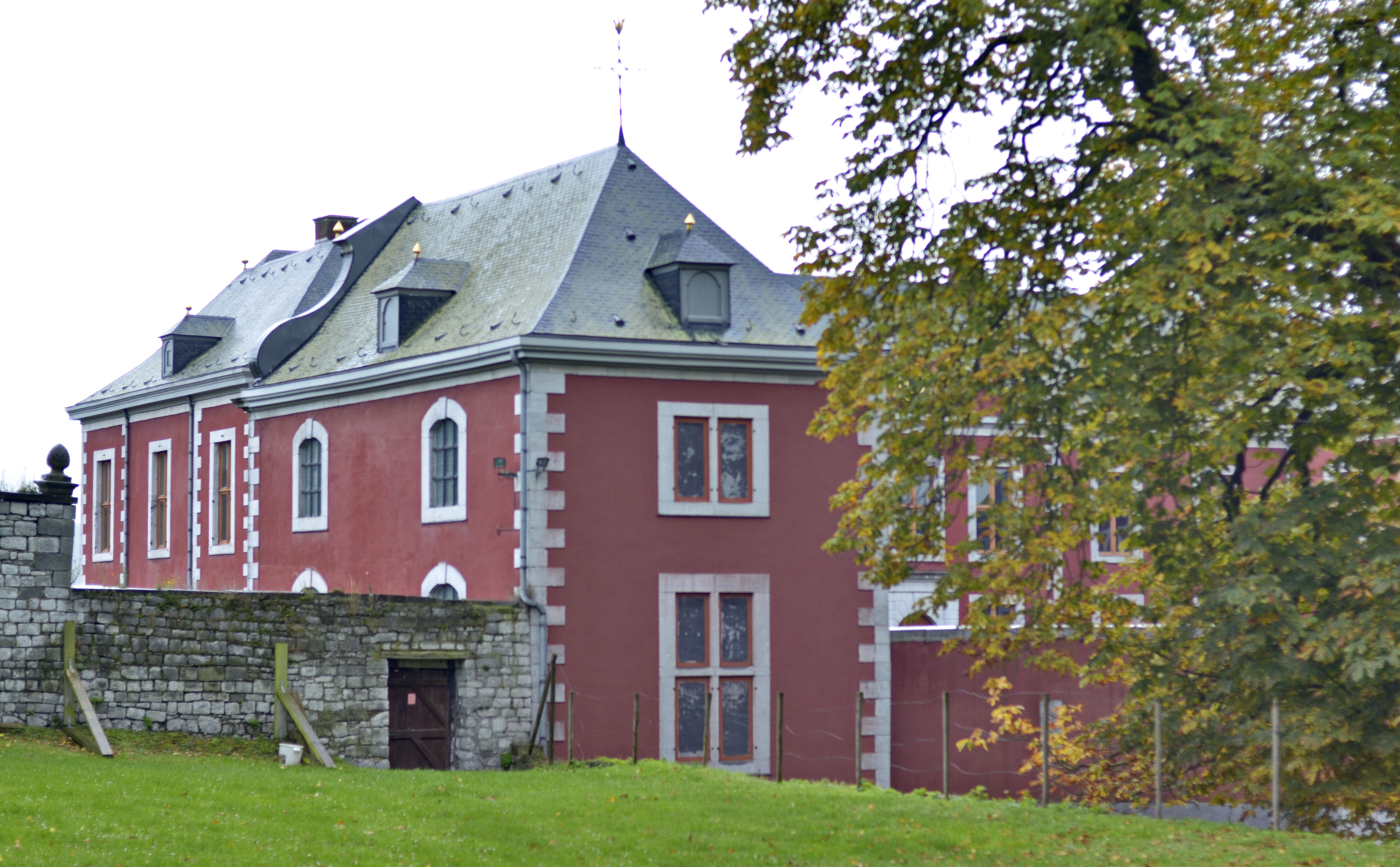
Zijaanzicht
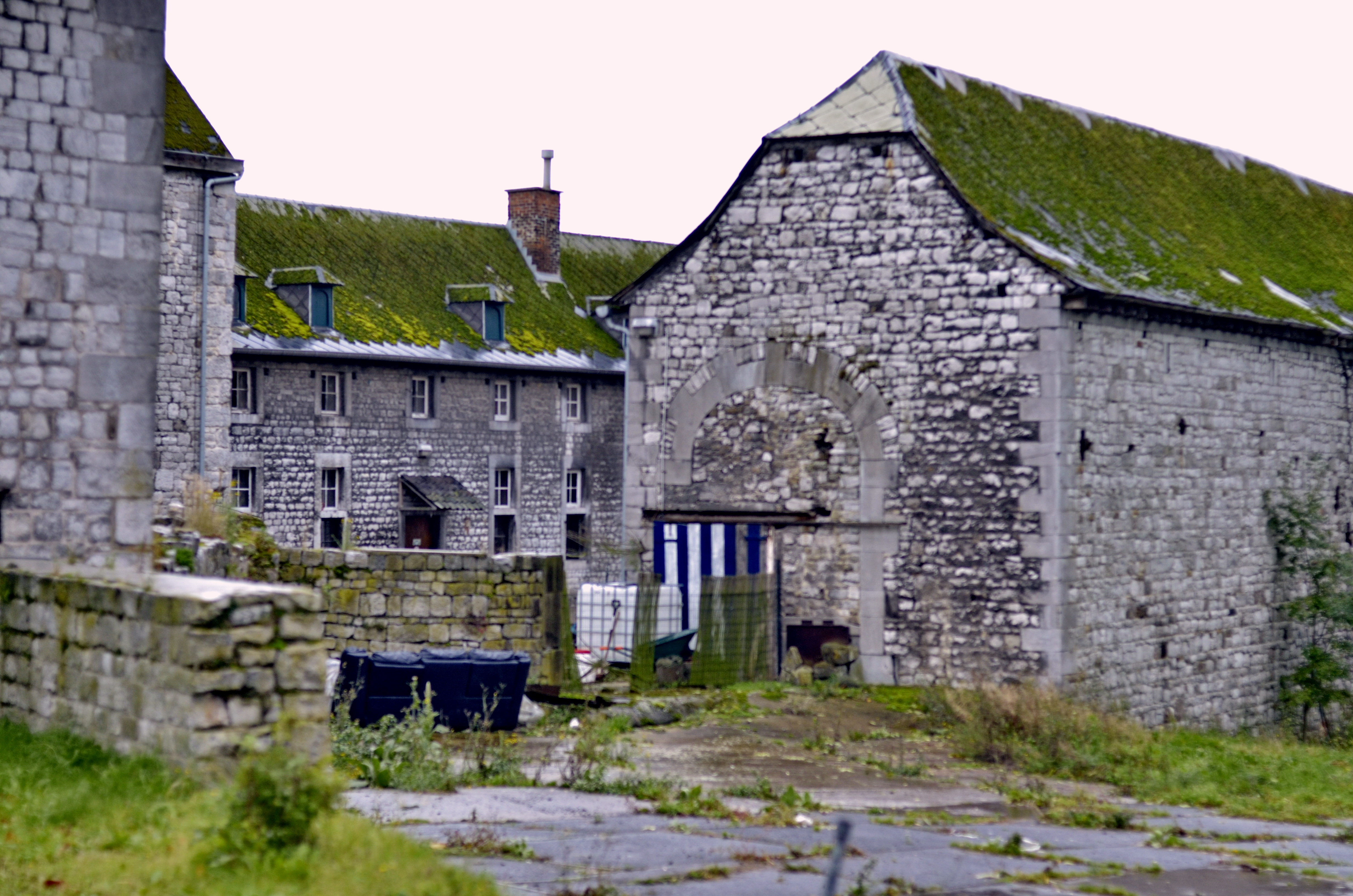
Kasteelhoeve
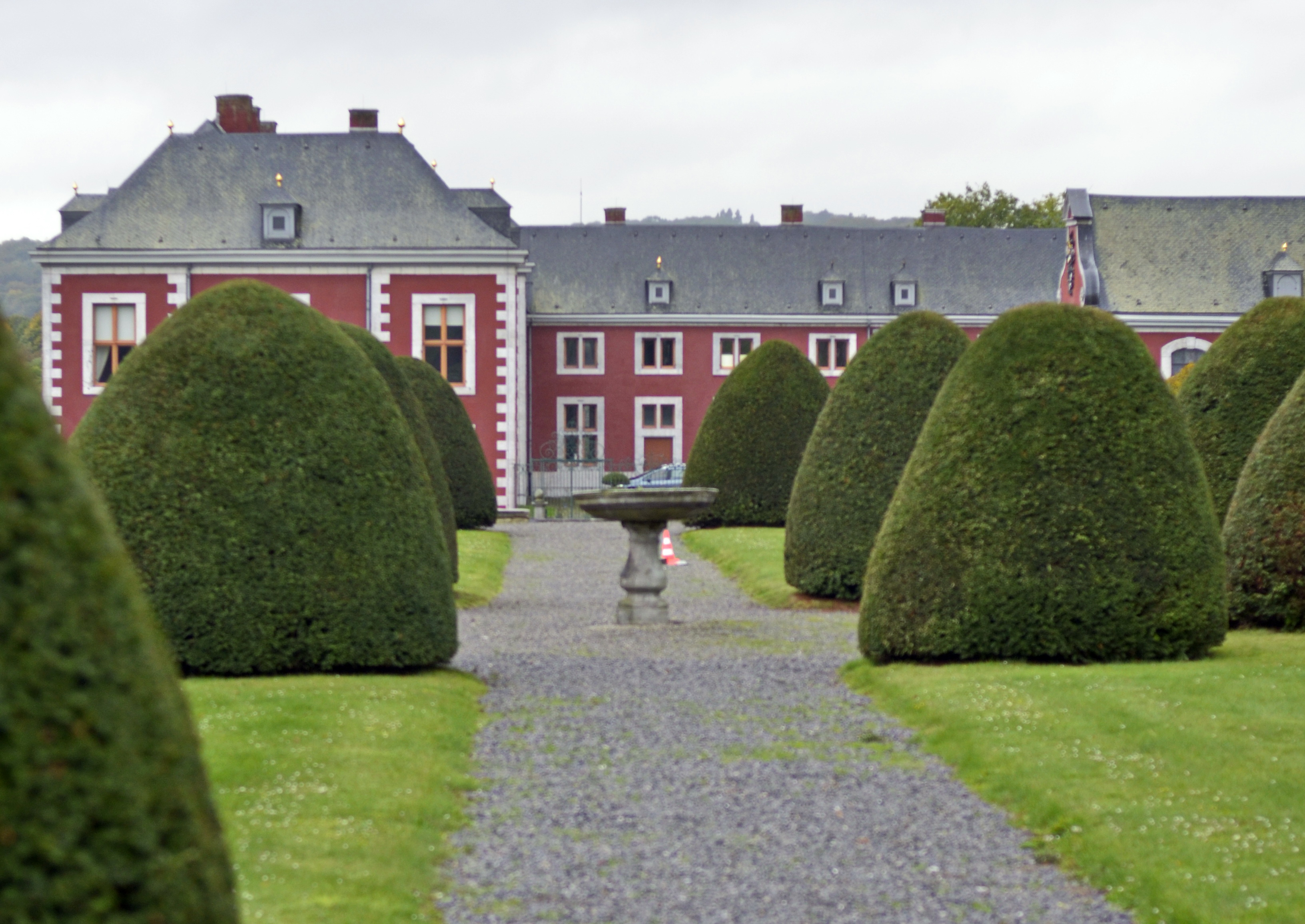
Tuinzijde
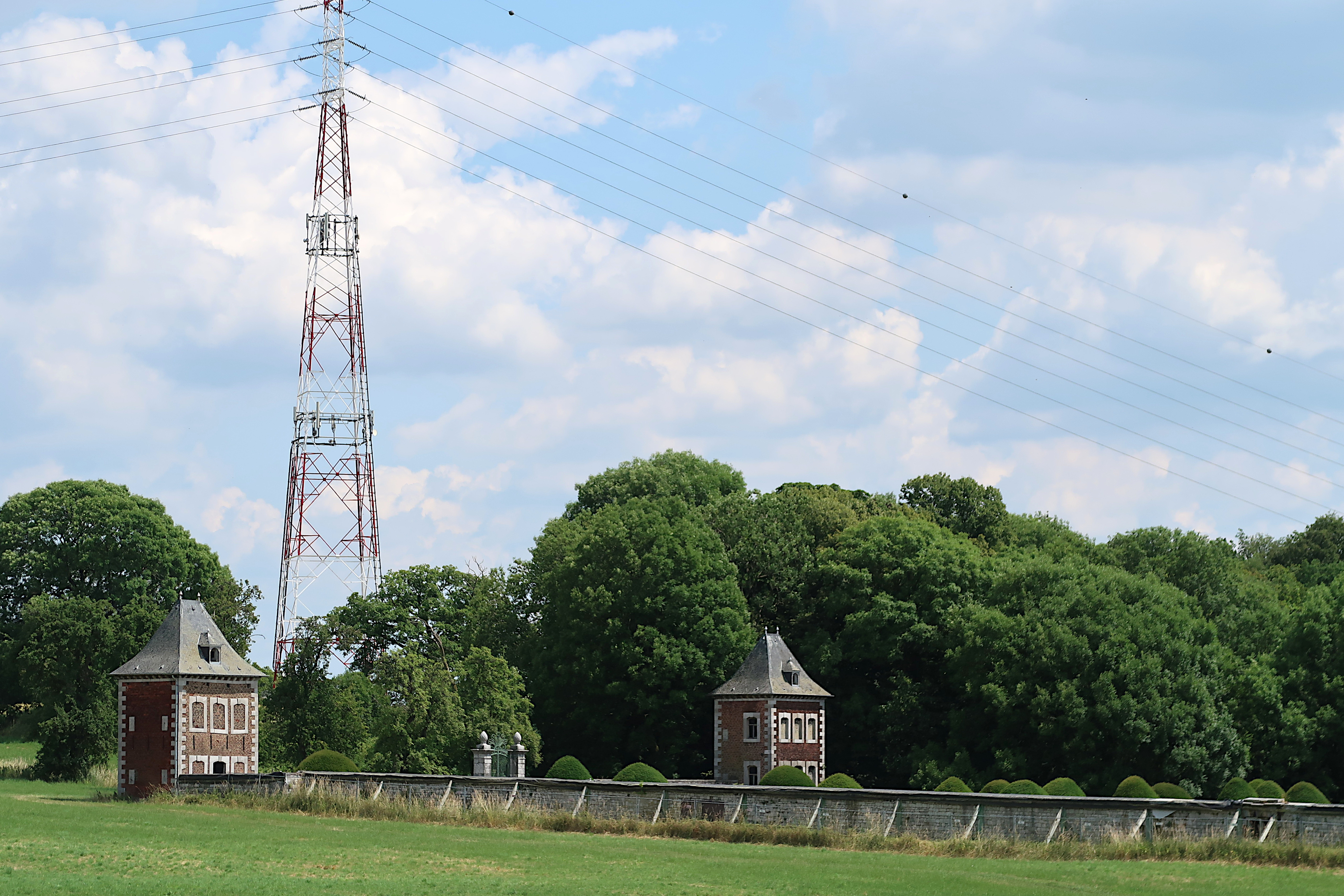
Omsloten tuin met twee torens